# Misterioasa Societate Benedict
Misterioasa Societate Benedict este un roman scris în 2007 de scriitorul american Trenton Lee Steward.

## Povestea
În orașul american Stonetown se dau teste la care participă mulți copii, dar numai patru reușesc și trec testele: Reynard Muldoon, George Washington, Kate Biruietot și Constance Contrar. Au fost aleși de domnul Nicholas Benedict ca să-l ajute în lupta cu
domnul K. de Cortina, care voia să fure memoria oamenilor într-un proces pe care el îl numea „Îmbunătățirea”, ajutat de o mașinărie construită de el numită Șoptitorul.
La sfârșitul cărții, domnul Benedict, copii și niște ajutoare (Nr.2, Rhonda Kazembe și Layazar) distrug Șoptitorul și îl anihilează pe domnul Cortina.